# Glaukias
Glaukias, var kung över taulanterna i Illyrien 317-302 f.Kr.
Makedonkungen Kassandros besegrade Glaukias 314 f.Kr. som då nödgades att avsäga sig sina anspråk på Dyrrhachium och Apollonia. Han adopterade kungen av Epirus, Pyrrhus.